# La esquina de los ojos rojos
La esquina de los ojos rojos, escrita por Rafael Ramírez Heredia en 2006, es una novela de género negro perteneciente a la literatura latinoamericana, donde las principales protagonistas son la migración y la violencia. Se trata de una obra de denuncia social en un país donde los extremos se tocan.
Publicada en castellano por Alfaguara en 2006, es la segunda novela de la trilogía planeada por el escritor mexicano, precedida por La Mara. En 2005, Rafael Ramírez Heredia fue galardonado por la Asociación Internacional de Escritores Policiacos con el Premio Dashiell Hammett a la mejor novela negra del último año.

## Contexto
El autor nos ofrece una visión realista y cruenta de la vida en el barrio más bravo de la capital mexicana, y es por este motivo que el autor mismo reniega a la clasificación de su obra como novela negra. Esta va más allá de una novela, más allá de la violencia. No se trata de un cuadro establecido por las normas editoriales. Es un panorama real que no se despierta, que se mantiene en un respiro entrecortado por el miedo, el dolor, la sangre, la muerte, generados por la violencia de seres sin escrúpulos y sin conciencia. En el recorrido de la lectura puede verse la sangre en los ojos de los malvados y la sangre en los ojos de sus víctimas.
"La Santa Muerte es vista como la esperanza eficaz, porque si el Estado no garantiza el acceso al disfrute de los derechos humanos, ¿dónde resuelvo mis problemas? ¿Cómo seguir vivo, no ser una estadística y ejercer una función social?"
El culto a la Santa Muerte es una versión irracional y cómplice de aceptación y adaptación a la realidad social y política actual, impulsada por las necesidades inmediatas de millones de personas que luchan por sobrevivir día a día en la inestabilidad permanente.  La Santa Muerte es una manifestación de religiosidad popular centrada en el culto de una imagen: un esqueleto humano que representa a la muerte misma, personificada como ser sobrenatural con un infinito poder sobre la vida y la muerte de los humanos.
Es en honor a la Santa Muerte que los personajes de Ramírez Heredia, aludiendo a la realidad, pidan, veneren y, algunos, agradezcan sus favores tatuándose su imagen en la piel para obtener la fuerza y el valor requeridos para volver a arriesgar, cuantas veces sea necesario, la sustancia vital. "Llevan la Muerte en la piel y en el destino, como todos".
El sector popular urbano, informal, excluido, sufre doble desamparo: frente a las autoridades se siente perseguido; frente a las imágenes de vírgenes y santos, culpable.
La que Fer Maracas se revisa contra el espejo, mira los dos tatuajes de la Santa Blanca, nuevos, bellos, punteados en cada uno de sus trazos, las figuras son exactas entre sí. [...] Maracas mira unido a ese gesto de triunfo por saberse protegido doblemente; ¿quién es el gandalla que le puede quitar el gusto de saberse en los primeros planos junto a los jefes, y con la Señora Pálida como duplicado guardaespalda? Las imágenes de la Señora, pareadas en los omóplatos, son mucho más importantes que los chalecos del Piculey, las iras del Bufas Vil, las inquinas del Tacuas Salcedo.

## Argumento
La venganza de una madre por el asesinato de su hija adolescente. El escenario son las calles del "Barrio Bravo" del centro de México. Un barrio extremo, extremo en todo. Es zona de ladrones, narcos, sicarios, alcohólicos, confidentes, de todo tipo de delincuencia, pero también de obreros y comerciantes, de gente sencilla y de gente respetable.
Narra y describe la vida de un grupo de adolescentes que se abre paso en el barrio bajo las órdenes del "Bos". Ejecutan sin escrúpulos. No hacen preguntas, no tienen por qué. Simplemente actúan mostrando una complicidad extrema, poniendo en discusión la amistad y el amor frente a una violencia desgarradora. 
Es una visión realista y cruenta de la vida en el barrio más barrio de la capital mexicana, y es por este motivo que el autor mismo reniega a la clasificación de su obra como novela negra. Esta va más allá de una novela, más allá de la violencia. 
No se trata de un cuadro establecido por las normas editoriales. Es un panorama real que no se despierta, que se mantiene en un respiro entrecortado por el miedo, el dolor, la sangre, la muerte, generados por la violencia de seres sin escrúpulos y sin conciencia. En el recorrido de la lectura puede verse la sangre en los ojos de los malvados y la sangre en los ojos de sus víctimas.

## Personajes
El protagonista es el barrio, el barrio bravo de Ciudad de México, aunque podría ser perfectamente otro barrio en otra parte del mundo. Un barrio donde sus personajes dejan paso al protagonismo de la delincuencia, la droga, la violencia.
Los personajes son adolescentes crecidos en un ambiente donde se reza a la muerte. La Santa Muerte es venerada en una esquina, la esquina de los ojos rojos, rojos de sangre, rojos de dolor, rojos de pasión. Porque también hay espacio para el amor, un amor que será vengado. Los jóvenes sicarios, trabajan en parejas, unos se dedican a llevar la moto y otros a ejecutar la orden: matar. 
Jitomate, el "Bos", el mandante.
Fer Maracas, conductor de Golmán.
Golmán, sicario.
Yube, sicario.
Niño del Diamante, conductor de Yube.
Linda Stephanie, novia de Yube que acaba violada y asesinada. 
Laila Noreña, viuda, madre de Linda. Jura vengarse de la muerte de su hija.
Eutimio, novio de Laila. Este personaje demuestra que no obstante todo se puede puede sobrevivir siendo bueno.

## Violencia
La pérdida de influencia social de la política y de la iglesia institucional. El culto de la Santa Muerte como alternativa. La violencia como instinto de sobrevivencia.
Violencia estructural es también el sistema educativo mexicano, con la baja calidad de la preparación que imparte:
La calidad de la educación en México ocupa uno de los últimos lugares de listado de 124 países, lo que dificulta el desarrollo de una fuerza de trabajo sana, educada y productiva.

## Justicia
Las deficiencias y corrupción del sistema de justicia y su consecuencia, una impunidad generalizada: 
“… un sistema judicial mexicano que solamente resuelve entre uno y tres de cada 100 delitos cometidos durante la transición política mexicana del priismo al panismo, y luego al priismo otra vez”.

## Citas
- "Absténganse los marchitos y los insomnes. Que huyan los iletrados del graffiti.Y los descreídos acuchillen sus ojos. Óiganlo, estas hazañas relatadas con aerógrafo no existiránpara ellos.Serán losilustrados quienes de luz colmen el muraje grafítico de la ciudad". (Trazo)
- "Si no le buscas motivos a las órdenes, va a pasar mucho paque tunombreaparezca en la Cruz de la Esquina de los Ojos". (Parte I, pág. 2)
- "Aquí, elque anda de averiguoso se va pabajo". (Parte I, pág. 3)

## Símbolos

##### Cruz de caoba
Situada en el Santuario de la Esquina de los Ojos Rojos. En ella se escriben los nombres de los muertos violentamente.
No interesa su sexo, ni los motivos de la agresión. La condicionante [...] perecimiento arrebatado, esa es la regla para que el nombre del cadáver esté inscrito en la larga fila de caídos. (Cap. 11)

##### Tatuaje
Símbolo de resistencia al dolor, de devoción espiritual, a la Santa Muerte. Símbolo de protección.
[...] Fer Maracas se revisa contra el espejo, mira los dos tatuajes de la Santa Blanca, nuevos, bellos, punteados en cada uno de sus trazos, las figuras son exactas entre sí, describen lo que los grafiteros nunca han podido pintar en ningún muro de ninguna parte, menos en su espalda que parece brillar con las figuras. (Cap. 32)

##### Grafiti
Habla por sí mismo. No son necesarias las palabras en el contexto social, el diseño transmite la inquietud, el miedo y se impone con su fuerza, su poder a través de los colores, dejando claro las jerarquías en las propias expresiones.
Lo relataron las pintas grafiteras. Rayas y signos en las paredes lo contaron: Que el silencio de los policías era marcado por el miedo de ver que mayor era el número de los contrarios; que a los gandallas estos primero los mataban antes que rendirse, peleaban con la rabia de las hormigas, con la determinación de los comanches, la astucia de las ardillas, la precisión del cazador de pumas.(Cap.15)